# Noordwest-Saksisch voetbalkampioenschap 1918/19
In 1918/19 werd het achttiende voetbalkampioenschap van Noordwest-Saksen gespeeld, dat georganiseerd werd door de Midden-Duitse voetbalbond. SpVgg 1899 Leipzig-Lindenau werd kampioen en plaatste zich voor de Midden-Duitse eindronde. Als titelverdediger mocht ook VfB Leipzig deelnemen. SpVgg werd in de eerste ronde verslagen door Dresdner Fußballring. VfB versloeg Zwickauer SC en Preußen-Wacker Magdeburg, maar werd dan in de halve finale zelf door Dresdner Fußballring verslagen.

## 1. Klasse
| Plaats | Club                         | Wed. | Saldo | Ptn.  |
| ------ | ---------------------------- | ---- | ----- | ----- |
| 1.     | SpVgg 1899 Leipzig-Lindenau  | 14   | 38:18 | 22:6  |
| 2.     | VfB Leipzig 1893             | 14   | 34:18 | 17:11 |
| 3.     | FC Fortuna 02 Leipzig        | 14   | 29:21 | 17:11 |
| 4.     | BV Olympia Leipzig           | 14   | 22:23 | 15:13 |
| 5.     | SV Eintracht 04 Leipzig      | 14   | 26:20 | 14:14 |
| 6.     | SC Wacker 1895 Leipzig       | 14   | 29:26 | 14:14 |
| 7.     | FC Sportfreunde 1900 Leipzig | 14   | 22:34 | 9:19  |
| 8.     | Leipziger BC 1893            | 14   | 24:54 | 4:24  |

|  | Kampioen, geplaatst voor Midden-Duitse eindronde |

## 2. Klasse
Enkel de stand van groep C is bewaard gebleven, TuB Leipzig kon ook promotie afdwingen. FV 1899 Leipzig nam terug de vooroorlogse naam SV Britannia aan. 

### Groep C
| Plaats | Club                      | Saldo | Ptn.  |
| ------ | ------------------------- | ----- | ----- |
| 1.     | TuB Leipzig               | 39:13 | 22:2  |
| 2.     | FC Hertha 05 Leipzig      | 33:16 | 19:5  |
| 3.     | SV Britannia Leipzig 1899 | 36:22 | 13:11 |
| 4.     | FC Wettin Wurzen          | 12:22 | 10:14 |
| 5.     | SV West 03 Leipzig        | 19:32 | 8:16  |
| 6.     | Connewitzer BC 1909       | 13:33 | 8:16  |
| 7.     | SV Helios 02 Leipzig      | 10:24 | 4:20  |

|  | Promotie |